# Награды Республики Коми
Награды Республики Коми - награды и поощрения субъекта Российской Федерации, утверждённые Государственным Советом Республики Коми, согласно Закону Республики Коми от 1 марта 2011 года №17-РЗ «О наградах и поощрениях Республики Коми».

## Общие положения
Законодательство Республики Коми о наградах и поощрениях основывается на положениях федерального законодательства и состоит из Закона Республики Коми от 1 марта 2011 года №17-РЗ «О наградах и поощрениях Республики Коми» и иных нормативных правовых актов, принимаемых в случаях, установленных указанным Законом.
При награждении наградами или поощрениями вид награды или поощрения определяется характером и степенью заслуг лица, представляемого к награде или поощрению.
Порядок и условия присвоения званий, поощрения иными наградами Республики Коми определяется Указом Главы Республики Коми от 27 мая 2011 года N 84 «О мерах по реализации Закона Республики Коми "О наградах и поощрениях в Республике Коми"»
В Республике Коми могут учреждаться ведомственные награды и ведомственные поощрения органов государственной власти Республики Коми, государственных органов Республики Коми.

## Виды наград и поощрений
В соответствии с законом, в Республике Коми были учреждены следующие награды и поощрения:
1) государственные награды Республики Коми:
- Высшее почётное звание Республики Коми «Почётный гражданин»;
- Высшее почётное звание Республики Коми «Герой Республики Коми»;
- Высшее почётное звание Республики Коми «Герой труда Республики Коми»;
- Орден Ивана Павловича Морозова;
- Орден «Родительская слава Республики Коми»;
- Медаль Республики Коми «За достойное воспитание детей»;
- Медаль Республики Коми «За верность долгу».
- Почётные звания Республики Коми:

1. «Народный артист Республики Коми»;
2. «Народный писатель Республики Коми»;
3. «Народный поэт Республики Коми»;
4. «Народный художник Республики Коми»;
5. «Заслуженный работник Республики Коми».

- Почётная грамота Республики Коми.

2) иные награды Республики Коми:
- Звания Республики Коми:

1. «Почётный архитектор Республики Коми»;
2. «Почётный врач Республики Коми»;
3. «Почётный геолог Республики Коми»;
4. «Почётный деятель искусств Республики Коми»;
5. «Почётный деятель науки Республики Коми»;
6. «Почётный журналист Республики Коми»;
7. «Почётный лесовод Республики Коми»;
8. «Почётный оленевод Республики Коми»;
9. «Почётный работник горнорудной промышленности Республики Коми»;
10. «Почётный работник дорожной отрасли Республики Коми»;
11. «Почётный работник жилищно-коммунального хозяйства Республики Коми»;
12. «Почётный работник здравоохранения Республики Коми»;
13. «Почётный работник культуры Республики Коми»;
14. «Почётный работник легкой промышленности Республики Коми»;
15. «Почётный работник лесной промышленности Республики Коми»;
16. «Почётный работник нефтяной и газовой промышленности Республики Коми»;
17. «Почётный работник образования Республики Коми»;
18. «Почётный работник пожарной охраны Республики Коми»;
19. «Почётный работник связи и информации Республики Коми»;
20. «Почётный работник сельского хозяйства Республики Коми»;
21. «Почётный работник социальной защиты населения Республики Коми»;
22. «Почётный работник торговли Республики Коми»;
23. «Почётный работник транспорта Республики Коми»;
24. «Почётный работник физической культуры Республики Коми»;
25. «Почётный строитель Республики Коми»;
26. «Почётный тренер Республики Коми»;
27. «Почётный учитель Республики Коми»;
28. «Почётный шахтер Республики Коми»;
29. «Почётный эколог Республики Коми»;
30. «Почётный экономист Республики Коми»;
31. «Почётный энергетик Республики Коми»;
32. «Почётный юрист Республики Коми».

- Знаки отличия Республики Коми:

1. «За заслуги перед Республикой Коми»;
2. «За безупречную службу Республике Коми»;
3. «Трудовая доблесть»;
4. «За вклад в развитие добровольчества».

- Памятные медали Республики Коми.
- Юбилейные медали Республики Коми.
- Знак Республики Коми «Надежда Республики Коми».

3) поощрения в Республике Коми:
- Занесение на Доску почета Республики Коми «Лучший в профессии»;
- Почётная грамота Государственного Совета Республики Коми;
- Благодарность Государственного Совета Республики Коми;
- Диплом Главы Республики Коми;
- Ценный подарок Главы Республики Коми;
- Благодарность Главы Республики Коми;
- Наградная плакетка Главы Республики Коми;
- Почётная грамота Правительства Республики Коми;
- Благодарность Правительства Республики Коми;
- Премия Правительства Республики Коми.

## Перечень наград и поощрений

### Государственные награды Республики Коми
| Изображение награды                                       | Наименование награды | Правила награждения | Источник |
| --------------------------------------------------------- | --- | --- | --- |
| Нагрудный знак Почётного гражданина                       | Высшее почётное звание Республики Коми «Почётный гражданин» | Высшее почётное звание Республики Коми «Почётный гражданин» является высшей государственной наградой Республики Коми и присваивается за особо выдающиеся заслуги в социально-экономическом развитии Республики Коми, в деле защиты прав человека, охраны жизни и здоровья людей, укрепления мира и согласия в обществе, за деятельность, способствующую развитию и процветанию Республики Коми, повышению её авторитета в Российской Федерации и за пределами Российской Федерации. Присвоение высшего почётного звания Республики Коми «Почётный гражданин» осуществляется Главой Республики Коми. Порядок и условия присвоения высшего почётного звания Республики Коми «Почётный гражданин» устанавливаются Главой Республики Коми. Фамилия, имя, отчество лица, удостоенного высшего почётного звания Республики Коми «Почётный гражданин», заносятся в Книгу почёта Республики Коми. Образец Книги почёта Республики Коми и порядок её ведения утверждаются Главой Республики Коми. | Закон Республики Коми от 1 марта 2011 года №17-РЗ «О наградах и поощрениях Республики Коми»                                                                            |
| Нагрудный знак «Герой Республики Коми»                    | Высшее почётное звание «Герой Республики Коми» | Высшее почётное звание Республики Коми Героя Республики Коми присваивается гражданам, проживающим либо проживавшим на территории Республики Коми, за личные заслуги, связанные с совершением геройского подвига. Присвоение высшего почётного звания Республики Коми Героя Республики Коми осуществляется Главой Республики Коми. Порядок и условия присвоения высшего почётного звания Республики Коми Героя Республики Коми устанавливаются Главой Республики Коми. Лицам, удостоенным высшего почётного звания Республики Коми Героя Республики Коми, вручаются нагрудный знак «Герой Республики Коми» и удостоверение о присвоении высшего почётного звания Республики Коми Героя Республики Коми. Присвоение высшего почётного звания Республики Коми Героя Республики Коми может быть произведено посмертно. В этом случае нагрудный знак «Герой Республики Коми» и документы о присвоении высшего почётного звания Республики Коми Героя Республики Коми передаются наследникам умершего. | Закон Республики Коми от 1 марта 2011 года №17-РЗ «О наградах и поощрениях Республики Коми»                                                                            |
| Нагрудный знак «Герой труда Республики Коми»              | Высшее почётное звание «Герой труда Республики Коми» | Высшее почётное звание Республики Коми Героя труда Республики Коми является государственной наградой Республики Коми и присваивается лицам за профессиональное мастерство, многолетний самоотверженный труд и особые трудовые заслуги перед Республикой Коми в областях экономики, управления, производства, здравоохранения, сельского хозяйства, спорта, науки и образования, культуры и искусства, укрепления законности и правопорядка и в других областях трудовой деятельности, проработавшим на благо Республики Коми в соответствующей сфере деятельности не менее 25 лет и награжденным государственными наградами Российской Федерации или государственными наградами РСФСР, или государственными наградами СССР, или удостоенным почётных званий Республики Коми, или почётных званий Коми АССР, или почётных званий Коми ССР. В исключительных случаях по указу Главы Республики Коми за особо выдающуюся новаторскую деятельность, внесение значительного личного вклада в повышение эффективности производства, содействие подъёму экономики, управления, производства, здравоохранения, сельского хозяйства, спорта, науки и образования, культуры и искусства, укрепления законности и правопорядка и других областей трудовой деятельности, присвоение высшего почётного звания Республики Коми Героя труда Республики Коми может быть произведено без учёта требований к трудовому стажу и наличию наград. | Закон Республики Коми от 1 марта 2011 года №17-РЗ «О наградах и поощрениях Республики Коми»                                                                            |
|                                                           | Орден Ивана Павловича Морозова | Орденом Ивана Павловича Морозова награждаются граждане за особые заслуги перед Республикой Коми, связанные с достижениями в экономике, науке, технике, культуре, искусстве, воспитании, образовании и в других видах трудовой деятельности, за значительный вклад в дело охраны здоровья, прав и свобод граждан. Орденом Ивана Павловича Морозова награждаются граждане, заслуги которых были ранее отмечены государственными наградами Российской Федерации или государственными наградами Республики Коми. Лицам, награжденным орденом Ивана Павловича Морозова, вручается орден Ивана Павловича Морозова и удостоверение к ордену, а также предоставляется мера социальной поддержки — республиканская единовременная денежная выплата в размере 50000 рублей независимо от их места жительства на территории Российской Федерации. | Закон Республики Коми от 29 октября 2020 года № 67-РЗ «О внесении изменений в некоторые законы Республики Коми в связи с учреждением ордена Ивана Павловича Морозова». |
|                                                           | Орден «Родительская слава Республики Коми» | Орденом «Родительская слава Республики Коми» награждаются родители (усыновители), состоящие в браке, заключённом в органах записи актов гражданского состояния, либо, в случае неполной семьи, один из родителей (усыновителей), постоянно проживающие на территории Республики Коми не менее 5 лет, которые воспитали (воспитывают) десятерых и более детей и при наличии не менее одного ребёнка до достижения им восемнадцатилетнего возраста, при условии формирования у детей активной жизненной позиции и морально-нравственных устоев, создания условий, обеспечивающих достижение ими высоких результатов в трудовой, учебной, творческой, спортивной и иной деятельности. Родители (усыновители), награжденные медалью Республики Коми «За достойное воспитание детей», могут быть представлены к ордену «Родительская слава Республики Коми» не ранее чем через 5 лет после награждения указанной медалью. Орденом «Родительская слава Республики Коми» не награждаются родители (усыновители), имеющие орден «Родительская слава» Российской Федерации. | Закон Республики Коми от 1 марта 2011 года №17-РЗ «О наградах и поощрениях Республики Коми»                                                                            |
|                                                           | Медаль «За достойное воспитание детей» | Медалью Республики Коми «За достойное воспитание детей» награждаются родители (усыновители), состоящие в браке, заключённом в органах записи актов гражданского состояния, либо, в случае неполной семьи, один из родителей (усыновителей), постоянно проживающие на территории Республики Коми не менее 5 лет, которые воспитали (воспитывают) пятерых и более детей и при наличии не менее одного ребенка до достижения им восемнадцатилетнего возраста, при условии формирования у детей активной жизненной позиции и морально-нравственных устоев, создания условий, обеспечивающих достижение ими высоких результатов в трудовой, учебной, творческой, спортивной и иной деятельности. В исключительных случаях по указу Главы Республики Коми медалью Республики Коми «За достойное воспитание детей» могут быть награждены родители (усыновители), состоящие в браке, заключённом в органах записи актов гражданского состояния, либо, в случае неполной семьи, один из родителей (усыновителей), постоянно проживающие на территории Республики Коми не менее 5 лет, за достойное воспитание и содержание не менее трех детей при условии достижения хотя бы одним ребёнком высоких результатов в трудовой, учебной, творческой, спортивной и иной деятельности, получивших широкую известность в Российской Федерации или признанных мировым сообществом. Медалью Республики Коми «За достойное воспитание детей» не награждаются родители (усыновители), имеющие орден «Родительская слава» Российской Федерации или орден «Родительская слава Республики Коми».                                                                              | Закон Республики Коми от 1 марта 2011 года №17-РЗ «О наградах и поощрениях Республики Коми»                                                                            |
|                                                           | Медаль «За верность долгу» | Медаль Республики Коми «За верность долгу» является государственной наградой Республики Коми. Медалью Республики Коми «За верность долгу» награждаются граждане, проживающие либо проживавшие на территории Республики Коми, за смелые и решительные действия при исполнении воинского, гражданского или служебного долга, за мужество и героизм в экстремальных ситуациях, связанных с риском для жизни, за заслуги в поддержании правопорядка, в совершенствовании способов гражданской обороны и защиты населения, а также граждане за действия, мужество и героизм, заслуги, указанные в настоящей части, совершенные (проявленные) на территории Республики Коми или в отношении граждан, проживающих на территории Республики Коми. Порядок и условия награждения медалью Республики Коми «За верность долгу» устанавливаются Главой Республики Коми. Лицам, награжденным медалью Республики Коми «За верность долгу», вручается медаль Республики Коми «За верность долгу» и удостоверение к медали Республики Коми «За верность долгу». Награждение медалью Республики Коми «За верность долгу» может быть произведено посмертно. В этом случае медаль Республики Коми «За верность долгу» и документы о награждении передаются наследникам умершего. | Закон Республики Коми от 1 марта 2011 года №17-РЗ «О наградах и поощрениях Республики Коми»                                                                            |
| Нагрудный знак «За особые заслуги перед Республикой Коми» | Почетные звания Республики Коми: «Народный артист Республики Коми»; «Народный писатель Республики Коми»; «Народный поэт Республики Коми»; «Народный художник Республики Коми» | Указанные почётные звания Республики Коми присваиваются деятелям культуры, искусства и литературы, награжденным Почётной грамотой Республики Коми и проработавшим на благо Республики Коми в соответствующей сфере деятельности не менее 10 лет, в знак всенародного признания их профессионального мастерства. Представление к этим почётным званиям, осуществляется не ранее чем через 5 лет после награждения Почётной грамотой Республики Коми. За особо выдающиеся заслуги перед Республикой Коми, получившие государственное, общественное признание в Республике Коми, Российской Федерации, на международном уровне, представление к ним может быть осуществлено независимо от срока награждения Почётной грамотой Республики Коми. Лицам, удостоенным почётных званий Республики Коми, вручаются нагрудный знак «За особые заслуги перед Республикой Коми» и удостоверение о присвоении почётного звания | Закон Республики Коми от 1 марта 2011 года №17-РЗ «О наградах и поощрениях Республики Коми» ---                                                                        |
| Нагрудный знак «Заслуженный работник Республики Коми»     | Почётное звание Республики Коми «Заслуженный работник Республики Коми» | Почётное звание Республики Коми «Заслуженный работник Республики Коми» присваивается лицам, награждённым Почётной грамотой Республики Коми, за заслуги в государственной, производственной, научно-исследовательской, социально-культурной, общественной и иных сферах деятельности, а также в подготовке высококвалифицированных кадров, воспитательно-образовательном процессе, поддержании законности и правопорядка: - проработавшим на благо Республики Коми в соответствующей сфере деятельности не менее 10 лет; - имеющим не менее 10 лет (в том числе не менее 1 года на территории Республики Коми) стажа военной службы в органах, в которых законодательством Российской Федерации предусмотрена военная служба, и (или) стажа службы в органах внутренних дел Российской Федерации, органах по контролю за оборотом наркотических средств и психотропных веществ, учреждениях и органах уголовно-исполнительной системы, прокурорами. Представление к почётному званию Республики Коми «Заслуженный работник Республики Коми» осуществляется не ранее чем через 5 лет после награждения Почётной грамотой Республики Коми. За особо выдающиеся заслуги перед Республикой Коми, получившие государственное, общественное признание в Республике Коми, Российской Федерации, на международном уровне, представление к почётному званию Республики Коми «Заслуженный работник Республики Коми» может быть осуществлено независимо от срока награждения Почётной грамотой Республики Коми. Лицам, удостоенным почётного звания, вручаются нагрудный знак «Заслуженный работник Республики Коми» и удостоверение о присвоении почётного звания. | Закон Республики Коми от 1 марта 2011 года №17-РЗ «О наградах и поощрениях Республики Коми»                                                                            |
|                                                           | Почётная грамота Республики Коми | Почётной грамотой Республики Коми награждаются граждане, удостоенные званий Республики Коми, либо награждённые знаками отличия Республики Коми, или ведомственными наградами федеральных органов государственной власти, или ведомственными наградами органов государственной власти Республики Коми, государственных органов Республики Коми, или наградами органов местного самоуправления, за успехи и плодотворную работу в различных областях общественно-полезной деятельности, направленную на благо Республики Коми, повышение благосостояния её жителей, укрепление законности и общественного порядка. Почётной грамотой Республики Коми могут награждаться юридические лица (трудовые коллективы), которые в течение 5 лет стабильно добивались высоких показателей в производственной либо иной деятельности. | Закон Республики Коми от 1 марта 2011 года №17-РЗ «О наградах и поощрениях Республики Коми»                                                                            |

### Иные награды Республики Коми
| Изображение награды                | Наименование награды                                  | Правила награждения | Источник |
| ---------------------------------- | ----------------------------------------------------- | --- | --- |
| Образец нагрудного знака к званиям | Звания Республики Коми                                | Звания Республики Коми присваиваются лицам, добросовестно проработавшим не менее 15 лет в соответствующей сфере деятельности либо внесшим существенный вклад в развитие соответствующих сфер деятельности в Республике Коми. В настоящее время учреждены следующие звания: - Почётный архитектор Республики Коми; - Почётный врач Республики Коми; - Почётный геолог Республики Коми; - Почётный деятель искусств Республики Коми; - Почётный деятель науки Республики Коми; - Почётный журналист Республики Коми; - Почётный лесовод Республики Коми; - Почётный оленевод Республики Коми; - Почётный работник горнорудной промышленности Республики Коми; - Почётный работник дорожной отрасли Республики Коми; - Почётный работник жилищно-коммунального хозяйства Республики Коми; - Почётный работник здравоохранения Республики Коми; - Почётный работник культуры Республики Коми; - Почётный работник легкой промышленности Республики Коми; - Почётный работник лесной промышленности Республики Коми; - Почётный работник нефтяной и газовой промышленности Республики Коми; - Почётный работник образования Республики Коми; - Почётный работник пожарной охраны Республики Коми; - Почётный работник связи и информации Республики Коми; - Почётный работник сельского хозяйства Республики Коми; - Почётный работник социальной защиты населения Республики Коми; - Почётный работник торговли Республики Коми; - Почётный работник транспорта Республики Коми; - Почётный работник физической культуры Республики Коми; - Почётный строитель Республики Коми; - Почётный тренер Республики Коми; - Почётный учитель Республики Коми; - Почётный шахтер Республики Коми; - Почётный эколог Республики Коми; - Почётный экономист Республики Коми; - Почётный энергетик Республики Коми; - Почётный юрист Республики Коми. | Закон Республики Коми от 1 марта 2011 года №17-РЗ «О наградах и поощрениях Республики Коми»                                            |
|                                    | Знак отличия «За заслуги перед Республикой Коми»      | Знаком отличия Республики Коми «За заслуги перед Республикой Коми награждаются лица, замещающие государственные должности Республики Коми, лица, замещающие выборные должности в органах местного самоуправления в Республике Коми, руководители федеральных органов государственной власти (их территориальных органов), а также руководители организаций независимо от формы собственности, руководители и члены творческих союзов и общественных объединений, иностранные граждане. Знаком отличия Республики Коми «За заслуги перед Республикой Коми также награждаются лица, указанные в настоящей части, вышедшие на пенсию. Лицам, награждённым знаком отличия Республики Коми «За заслуги перед Республикой Коми, вручаются нагрудный знак«За заслуги перед Республикой Коми и удостоверение к нему. | Закон Республики Коми от 1 марта 2011 года №17-РЗ «О наградах и поощрениях Республики Коми»                                            |
|                                    | Знак отличия «За безупречную службу Республике Коми»  | Знаком отличия Республики Коми «За безупречную службу Республике Коми» награждаются государственные гражданские служащие Республики Коми, муниципальные служащие, работники федеральных органов государственной власти (их территориальных органов), а также работники организаций бюджетной сферы, проработавшие добросовестно не менее 10 лет в соответствующей сфере деятельности либо внесшие существенный вклад в развитие соответствующих сфер деятельности в Республике Коми. Знаком отличия Республики Коми «За безупречную службу Республике Коми» также награждаются лица, указанные в настоящей части, вышедшие на пенсию. Лицам, награждённым знаком отличия Республики Коми «За безупречную службу Республике Коми», вручаются нагрудный знак «За безупречную службу Республике Коми» и удостоверение к нему. | Закон Республики Коми от 1 марта 2011 года №17-РЗ «О наградах и поощрениях Республики Коми»                                            |
|                                    | Знак отличия «Трудовая доблесть»                      | Знаком отличия Республики Коми «Трудовая доблесть» награждаются работники организаций различных отраслей производственной сферы и сферы услуг независимо от формы собственности за многолетнюю добросовестную, успешную и эффективную работу в соответствующей сфере деятельности. Знаком отличия Республики Коми «Трудовая доблесть» также награждаются лица, указанные в настоящей части, вышедшие на пенсию. Лицам, награждённым знаком отличия Республики Коми «Трудовая доблесть», вручаются нагрудный знак «Трудовая доблесть» и удостоверение к нему. | Закон Республики Коми от 1 марта 2011 года №17-РЗ «О наградах и поощрениях Республики Коми»                                            |
|                                    | Знак отличия «За вклад в развитие добровольчества»    | Знаком отличия Республики Коми «За вклад в развитие добровольчества» награждаются граждане за многолетнюю и эффективную добровольческую (волонтерскую) деятельность независимо от профессиональной принадлежности, а также занимаемой в момент награждения должности. Лицам, награждённым знаком отличия Республики Коми «За вклад в развитие добровольчества», вручаются нагрудный знак «За вклад в развитие добровольчества» и удостоверение к нему. | Закон Республики Коми от 1 марта 2011 года №17-РЗ «О наградах и поощрениях Республики Коми»                                            |
|                                    | Памятная медаль «95 лет Республике Коми»              | Памятная медаль Республики Коми «95 лет Республике Коми» учреждена в ознаменование памятной даты в истории Республики Коми — 95-летия со дня её основания, и не является государственной наградой Республики Коми. Медаль вручалась в течение 2016 года. Памятная медаль «95 лет Республике Коми» вручается гражданам, получившим общественное признание, независимо от гражданства, профессиональная деятельность которых принесла значимые для Республики Коми результаты и которые своим трудом, а также государственной, общественно-политической, научной или иной деятельностью обеспечили существенный вклад в социально-экономическое развитие Республики Коми и духовно-нравственное воспитание ее населения. Памятная медаль также вручается за большой вклад в популяризацию и повышение авторитета Республики Коми, за особо плодотворную деятельность по сближению и взаимообогащению культур народов, укреплению межнациональных отношений и за заслуги в развитии внешнеэкономических и международных связей. Памятная медаль является формой поощрения граждан за их плодотворную профессиональную деятельность, оказавшую значительное влияние на развитие республики. Лицам, награждённым памятной медалью «95 лет Республике Коми», вручались сама медаль и удостоверение к ней. | Указ Главы Республики Коми от 07 апреля 2016 года № 50 «О памятной медали Республики Коми "95 лет Республике Коми"»                    |
|                                    | Юбилейная медаль «В память 100-летия Республики Коми» | Юбилейная медаль «В память 100-летия Республики Коми» учреждена в ознаменование 100-летия со дня образования Республики Коми и не является государственной наградой Республики Коми. Медаль вручалась в течение 2021 года. Юбилейной медалью «В память 100-летия Республики Коми» награждались граждане, обеспечившие своим трудом, государственной, общественно-политической, научной, образовательной, культурной, спортивной, благотворительной и иной деятельностью социально-экономическое развитие Республики Коми, личная деятельность которых оказала значительное влияние на развитие Республики Коми, благосостояние её жителей, способствовала повышению престижа и авторитета региона. Лицам, награждённым юбилейной медалью «В память 100-летия Республики Коми», вручались сама медаль и удостоверение к ней. | Указ Главы Республики Коми от 5 ноября 2020 года № 120 «О юбилейной медали Республики Коми "В память 100-летия Республики Коми"»       |
|                                    | Знак «Надежда Республики Коми»                        | Знаком Республики Коми «Надежда Республики Коми» награждаются граждане в возрасте до 21 года, проявившие выдающиеся способности и добившиеся значительных результатов в научной и общественной деятельности, творчестве и спорте. Лицам, награждённым знаком Республики Коми «Надежда Республики Коми», вручаются нагрудный знак «Надежда Республики Коми» и удостоверение к нему. | Закон Республики Коми от 1 марта 2011 года №17-РЗ «О наградах и поощрениях Республики Коми»                                            |
|                                    | Медаль «За особые успехи в учении»                    | Серебряной медалью «За особые успехи в учении» награждаются независимо от формы получения образования достигшие особых успехов в учебе выпускники 11 (12) классов образовательных организаций, осуществляющих образовательную деятельность по имеющим государственную аккредитацию образовательным программам среднего общего образования на территории Республики Коми, освоившие образовательные программы среднего общего образования. Серебряной медалью «За особые успехи в учении» награждаются выпускники 11 (12) класса, завершившие обучение по образовательным программам среднего общего образования, имеющие итоговые отметки «отлично» и не более двух отметок «хорошо» по учебным предметам учебного плана, изучавшимся на уровне среднего общего образования, успешно прошедшие государственную итоговую аттестацию (без учёта результатов, полученных при прохождении повторной государственной аттестации) и набравшие: - не менее 65 баллов на едином государственном экзамене (ЕГЭ) соответственно по русскому языку и математике профильного уровня или 5 баллов на ЕГЭ по математике базового уровня; - в случае прохождения выпускником 11 (12) класса государственной итоговой аттестации в форме государственного выпускного экзамена (ГВЭ) - 5 баллов по обязательным учебным предметам; - в случае выбора выпускником различных форм прохождения государственной итоговой аттестации (ЕГЭ и ГВЭ) - 5 баллов по сдаваемому обязательному учебному предмету в форме ГВЭ и ЕГЭ по математике базового уровня, а также не менее 65 баллов по сдаваемому обязательному учебному предмету в форме ЕГЭ. | Постановление правительства Республики Коми от 27 мая 2014 года № 211 «Об утверждении Положения о медалях "За особые успехи в учении"» |
|                                    | Знак «Почётный ветеран Республики Коми»               | Знак «Почётный ветеран Республики Коми» является ведомственной наградой Коми республиканского совета ветеранов войны, труда, вооружённых сил и правоохранительных органов. Знак «Почётный ветеран Республики Коми» вручается ветеранам Великой Отечественной войны, труда, Вооруженных Сил Российской Федерации и правоохранительных органов, пенсионерам Республики Коми за личные заслуги и высокие результаты, достигнутые ими в период после выхода на пенсию в различных сферах трудовой деятельности, за большой вклад в развитие ветеранского движения, других направлений общественной деятельности, имеющих высокое общественное значение и обеспечивающих значительный вклад в развитие Республики Коми. | Положение о знаке «Почётный ветеран Республики Коми»                                                                                   |

### Поощрения в Республике Коми
| Изображение награды            | Наименование награды                 | Правила награждения | Источник |
| ------------------------------ | ------------------------------------ | --- | --- |
| Нагрудный знак лауреата премии | Премии Правительства Республики Коми | Премии Правительства Республики Коми учреждены Правительством Республики Коми в целях создания условий для социального и экономического развития Республики Коми, стимулирования творческой и научной деятельности, поощрения многодетных семей, совершенствования системы премирования. Выдвижение работ и кандидатов на соискание премий Правительства Республики Коми производится учреждениями культуры, республиканскими творческими союзами, образовательными, общественными и другими организациями. Выдвижение кандидатов на соискание премий Правительства Республики Коми предусматривает их предварительное и всестороннее общественное обсуждение путем публикаций статей в средствах массовой информации, размещения информации в информационно-телекоммуникационной сети «Интернет», обсуждения выдвигаемых работ и кандидатов в телевизионных передачах, номинирование их в иных мероприятиях. | Постановление Правительства Республики Коми от 26 ноября 2007 года № 277 «О премиях Правительства Республики Коми» |